# Paquebot transatlantique
Pour les articles homonymes, voir Transatlantique.

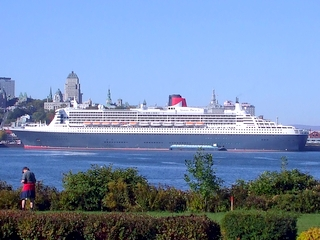
Le Queen Mary 2 en visite à Québec en 2007.

Un paquebot transatlantique est un navire destiné à la traversée régulière de l'océan Atlantique entre l'Europe et l'Amérique.
Ce type de paquebot vit le jour à la fin du XIXe siècle et se développa durant toute la première moitié du XXe siècle avec l'augmentation des échanges entre l'Europe et le continent nord américain, faisant les beaux jours de compagnies propriétaires de paquebots et de navires marchands. Parmi elles, la Cunard Line britannique et la Compagnie générale transatlantique (CGT) française rivalisèrent pendant plusieurs décennies pour offrir à leurs passagers les traversées les plus luxueuses et les plus rapides. À la fin des années 1950, ces navires eurent à faire face à la concurrence des premiers avions de ligne commerciaux, qui prirent le dessus à la fin des années 1960. Les paquebots United States et France, entre autres, firent les frais de cette mutation. Aujourd'hui, la Cunard maintient la tradition sur la ligne Europe-Amérique du Nord avec le Queen Mary 2.

## Navires transatlantiques célèbres
Parmi les transatlantiques les plus célèbres, on peut citer :
- le Sirius I, concurrent du Great Western ;
- le Great Western, deuxième navire à vapeur construit spécifiquement pour la traversée de l'Atlantique, lancé en 1837 en Angleterre. Il réduisit de moitié le temps de traversée (15 jours au lieu de 30) ;
- l’Oceanic, paquebot britannique de la White Star Line. Mis en service en 1871 et encore à voile et à vapeur, il marqua un tournant dans le luxe des premières classes des transatlantiques ;
- le Kaiser Wilhelm der Grosse, paquebot allemand lancé en 1897, détenteur du Ruban bleu jusqu'à ce qu'un autre paquebot allemand, le Deutschland, le lui ravisse en 1900. Cette possession allemande du Ruban bleu pousse les Anglais à construire alors des paquebots « géants » ;
- le Mauretania, paquebot britannique de la Cunard Line lancé en 1906, premier paquebot mû par une turbine à vapeur, détenteur du Ruban bleu de 1909 à 1929 ;
- le Lusitania, sister-ship du Mauretania, lancé en 1907, coulé par un sous-marin allemand en mai 1915, favorisant l'entrée en guerre des États-Unis ;
- l’Olympic, paquebot britannique de la White Star Line, lancé en 1911 et désarmé en 1935, surnommé The Old Reliable (le vieux fidèle). Le premier navire de plus de 45 000 tonneaux et disposant d'une piscine à son bord ;
- le Titanic, de la même classe que l'Olympic et le Britannic, coula lors de sa traversée inaugurale en avril 1912. Il est d’ailleurs le paquebot transatlantique le plus célèbre en raison de son histoire ;
- l’Imperator, transatlantique allemand de l'Hapag, lancé en 1913, premier d'une série de trois avec le Vaterland et le Bismarck, premier paquebot à dépasser les 50 000 tonneaux ;
- l’Empress of Ireland, qui fera naufrage en 1914, occasionnant 1 012 victimes ;
- le Columbus, paquebot transatlantique allemand lancé en 1914 ;
- l’Île-de-France, paquebot français de la Compagnie générale transatlantique, lancé en 1927, célèbre pour sa décoration Art déco, désarmé en 1959 ;
- l’Europa, transatlantique allemand lancé en 1930, premier paquebot avec bulbe d'étrave et chaudière à mazout. Il assura des traversées régulières en cinq jours. Cédé à la France pour réparation de guerre, il devint le Liberté en 1950 et assura la ligne Le Havre—New York jusqu'à l'arrivée du France en 1962 ;
- le Rex, transatlantique italien, lancé en 1931 et coulé par la Royal Air Force en septembre 1944, détenteur du Ruban bleu d'août 1933 à mai 1935 ;
- le Normandie, lancé en 1935, doté d'une quille au dessin révolutionnaire et de la première propulsion turbo-électrique, détruit par un incendie en 1942 dans le port de New York, détenteur du Ruban bleu en 1935 puis de nouveau en 1937 ;
- le Queen Mary, lancé en 1936, premier de la nouvelle compagnie britannique issue de la fusion de la Cunard et de la White Star Line, détenteur du Ruban bleu en 1936, puis de nouveau en 1938. Désarmé en 1967 et transformé en hôtel-musée flottant en Californie ;
- le Queen Elizabeth, lancé en 1940, effectua sa première traversée en tant que transport de troupes, fut désarmé en 1968, transformé en université flottante et enfin détruit par le feu à Hong Kong en 1972. Jusqu'en 1996, il fut le plus grand navire de passagers jamais construit et détenteur du Ruban bleu de 1938 à 1952 ;
- l'United States, transatlantique américain lancé en 1952, désarmé en 1969, plus grand paquebot jamais construit aux États-Unis et détenteur du Ruban bleu depuis 1952 ;
- le France, lancé tardivement en 1962 (il devait être le frère jumeau du Normandie sous le nom de Bretagne, avant-guerre), désarmé prématurément en 1974 puis repris et transformé sous le nom de Norway en paquebot de croisière. Au moment de son lancement, il était le plus long paquebot jamais construit, avec 316 m ;
- le Queen Elizabeth 2, lancé en 1969, désarmé en 2008 et transformé en hôtel flottant à Dubaï en 2018 ;
- le Queen Mary 2, lancé en 2004, plus grand paquebot construit lors de son lancement.

La compagnie Cunard, avec le Queen Mary 2, est la seule compagnie à proposer des traversées transocéaniques régulières pour passagers. Ce navire effectua un tour du monde de janvier à avril et assura la ligne Europe—Amérique du Nord (généralement entre Southampton et New York) d'avril à décembre. Ce transatlantique moderne garda une forme particulière, assez allongée, différente des paquebots de croisière, essentiellement pour pouvoir affronter la houle de l'Atlantique Nord sans « fatiguer » excessivement la structure du navire.

## Le transat
Le fauteuil transat, dont la forme est inspirée de celle des chaises de pont, doit son nom, apocope de transatlantique, à ce type de navires.

### Documentaire
- Mathias Haentjes, Transatlantiques, Arte, 2018. Deux parties (« La course des nations » et « L’âge d’or des paquebots »).